# Юдит Баварска (1103 – 1131)
Юдит Баварска (на немски: Judith von Bayern; * 1103, † 22 февруари 1131) е баварска принцеса от род Велфи и чрез женитба херцогиня на Швабия, майка на император Фридрих I Барбароса.

## Живот
Тя е най-възрастната дъщеря на херцог Хайнрих IX от Бавария и Вулфхилда Саксонска, дъщеря на последния херцог на Саксония Магнус от род Билунги и на София Унгарска.
Между 1119 и 1121 г. тя се омъжва за Фридрих II (1090 – 1147), херцог на Швабия от род Хоенщауфен.
Тя умира на 22 февруари 1131 г. и е погребана във Валдбург в Хайлиген Форст, Елзас. След нейната смърт Фридрих се жени втори път през 1132/1133 г. за Агнес от Саарбрюкен, дъщеря на граф Фридрих.

## Деца
Юдит и Фридрих II имат децата:
- Фридрих I Барбароса (1122 – 10 юни 1190), император на Свещената Римска империя
- Берта (Юдит) от Швабия (1123–между 18 октомври 1194 и 25 март 1195), омъжена 1139 за херцог Матиас I, херцог на Горна Лотарингия от Дом Шатеноа († 1176)